# Alan Hillgarth
Capitan Sir Alan Hugh Hillgarth, Bt, OBE (Londres, 7 de juny de 1899 - Ballinderry, Tipperary, Irlanda, 28 de febrer de 1978) fou membre de la Royal Navy i cònsol del Regne Unit a les Balears durant la Guerra Civil espanyola.

## Biografia
Descendent d'una família nobile, el 1911 ingressà com a oficial a la Royal Navy. Va prendre part a la Primera Guerra Mundial, i acabada aquesta estudià al King's College de Cambridge. Posteriorment retornà al servei entre el 1919 i el 1927, en què es retirà com a Capità de corbeta.
El 1929 es casà amb na Mary Sidney Katharine Almina i anaren a viure a Espanya. El 1932 compraren la possessió de Son Torrella a Santa Maria del Camí i fou nomenat vicecònsol honorari a Palma.
Quan l'any 1936 es produí l'aixecament militar es trobava fora de Mallorca, a la que tornà per organitzar l'evacuació dels súbdits britànics.
Entre 1936 i 1939, exercint les seves tasques de vicecònsol i posteriorment de cònsol, envià nombrosos informes a Londres sobre la situació a Mallorca.